# Prato allo Stelvio
Prato allo Stelvio es una localidad y comune italiana de la provincia de Bolzano, región de Trentino-Alto Adigio, con 3.375 habitantes.

## Evolución demográfica
| Gráfica de evolución demográfica de Prato allo Stelvio entre 1861 y 2001 |
|                                                                          |
| Fuente ISTAT - elaboración gráfica de Wikipedia                          |